# Acanthoscelides baboquivari
Acanthoscelides baboquivari är en skalbaggsart som beskrevs av Johnson 1974. Acanthoscelides baboquivari ingår i släktet Acanthoscelides och familjen bladbaggar. Inga underarter finns listade i Catalogue of Life.